# Acumincum

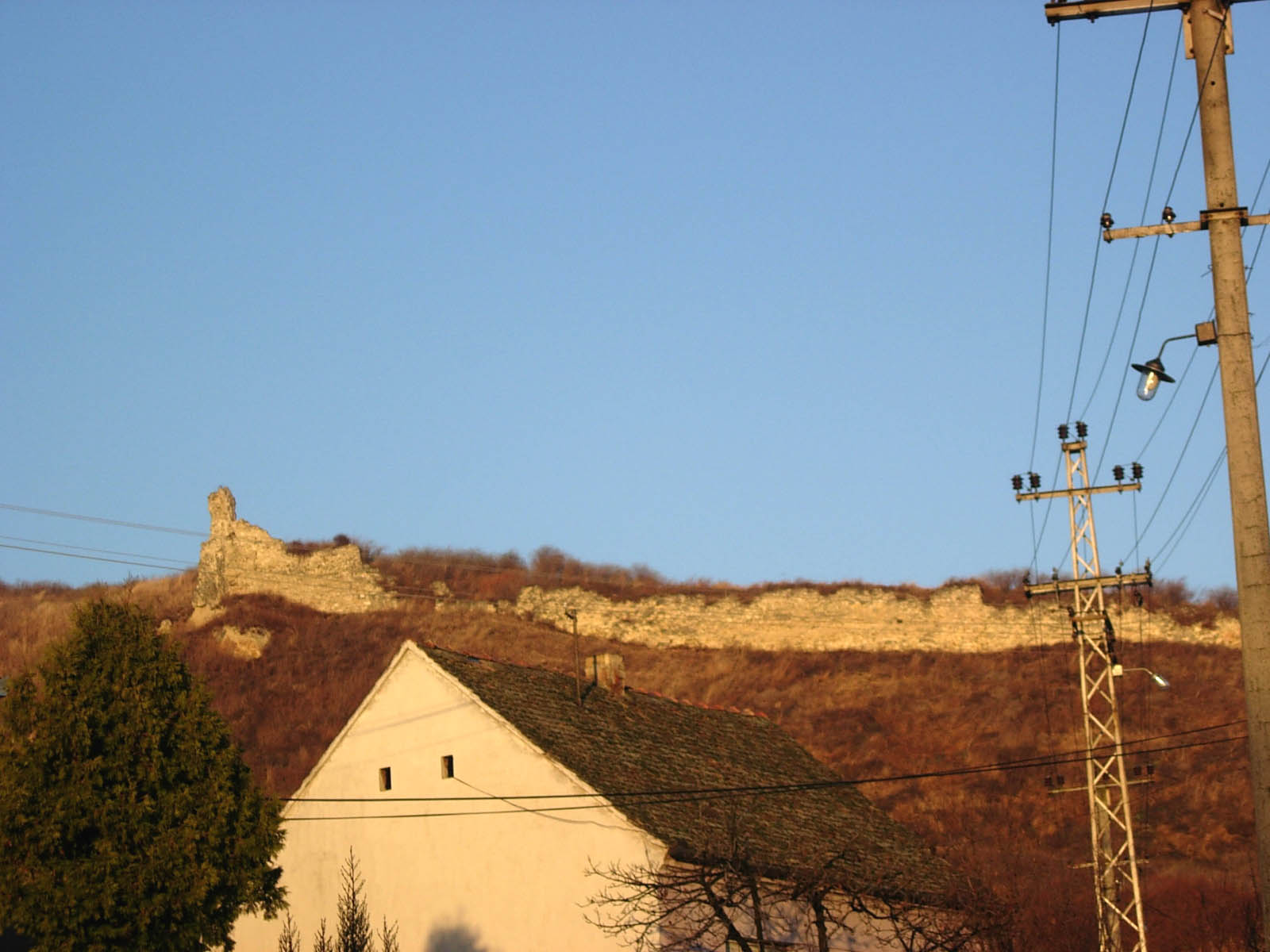
Reste de la forteresse médiévale d'Acumincum

Acumincum est un site archéologique celtique et romain de Basse-Pannonie, située sur la rive droite du Danube en face du confluent avec la Tisza, près de la ville actuelle de Stari Slankamen en Serbie.
Le géographe Claude Ptolémée indique qu'une légion romaine stationnait à Acumincum, sans préciser laquelle. On a retrouvé sur le site des sculptures dédiées à Jupiter Dolichenus. 